# Tynelia hirsuta
Tynelia hirsuta är en insektsart som beskrevs av William D. Funkhouser. Tynelia hirsuta ingår i släktet Tynelia och familjen hornstritar. Inga underarter finns listade i Catalogue of Life.